# リントヴルム

ドイツの自治体ヴルマンスクイックの紋章

リントヴルム（ドイツ語: Lindwurm）は、主にドイツに伝わるほか、スカンディナヴィアでも知られている、伝説上の大蛇ないし翼のあるドラゴンである。日本語ではリントブルムとも表記されうる。
ワイバーンやアンフィスバエナと同様、中世以降の紋章にしばしば描かれており、紋章学においては雄々しさや容赦なさを表していたという。

## ドイツ
ドイツの民俗学者ヴィル＝エーリヒ・ポイカートによると、ドイツにおいてドラゴン（ドイツ語でドラッヘ drache）は8世紀以前に伝わった外来の概念で、ゲルマン民族に元来知られていた地を這う怪蛇と、南方由来の空を飛ぶ竜とが同格視されるようになったのは15-16世紀頃のことである。

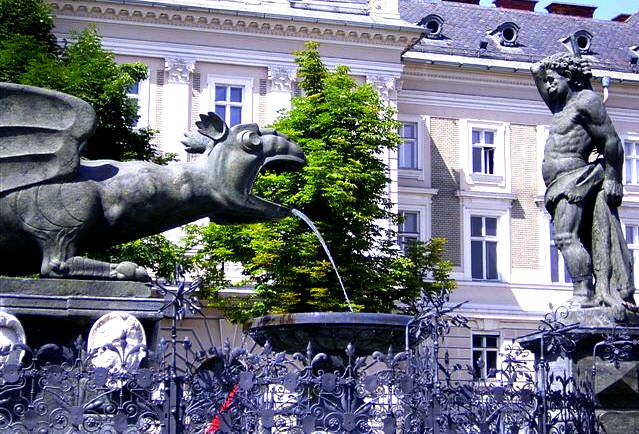
クラーゲンフルト市のリントヴルム像（左）。

オーストリアのリントヴルムはクラーゲンフルト市の伝承が有名である。紋章にもなった。
この伝承とは別に、ドイツに1200年代から伝わる別の物語がある。このクラーゲンフルトの近くに住んでいたリントヴルムは川の主で、川に沿って現れては旅行者を襲っていた。この存在はリントヴルムが脅威であったため退治に懸賞がかけられた。数人の青年が雄牛を鎖につなぎ、リントヴルムが雄牛を飲み込んだ時に魚のように釣り上げて殺したという。

## スカンディナヴィア
デンマークではリントヴルムに相当する語は「レンオアム」 (lindorm) である。レン（lind）は「しなやか」という意味の形容詞からの派生で「蛇」を意味し、orm は英語の worm に相当する語でこれも「蛇」の意である。dragon に相当する drage （ドラーウェ）と違い、レンオアムはスカンディナヴィア元来の竜である。北欧では元々翼のある竜は知られておらず、シグルズの竜退治を示したルーン文字碑でも、ドイツの『ニーベルンゲンの歌』においても、竜は巨大な蛇の姿で表現されている。

シーサーペントが描かれたノルウェーの自治体Seljordの紋章

スカンディナヴィアでは海の怪物をリンノルム（ノルウェー語: linnorm）と呼ぶ場合が多い。たてがみを備えた馬の頭と蛇の胴をもち、赤い炎のような目をした巨大な怪物であり、船を襲って沈めることもあった。なお、スカンディナヴィアでは特に18世紀から19世紀にかけて遠洋漁業の漁師や水夫や乗客からシーサーペント（大海蛇）の目撃談が絶えなかった。

## その他の地域
ドイツやイギリスのリントヴルムの描写は主に尾は、鏃のように尖っており、ワニのように長い頭で鋭い牙を持つ。ただし、イギリスのリントヴルムは蝙蝠の翼を持たない姿も多く、そういった翼を持たない個体についてはリンドドレイク（Linddrake）とも呼ばれる。

## リントヴルムに関する伝説
古い時代にはリントヴルムは空を飛べないと考えられ、流星とは結びつけられなかった。稲光や流星がリントヴルムの発したものなのではないかと言われるようになるのは、後年になってからである。
なお、白のリントヴルムを見た者には幸運が訪れるとも言われている。